# Mistrzostwa Panamerykańskie w Judo 1997
Mistrzostwa panamerykańskie odbywały się w dniach 29–31 sierpnia 1997 roku w Guadalajarze. W tabeli medalowej tryumfowali judocy z Kuby.

## Klasyfikacja medalowa
Gospodarz zawodów został zaznaczony kolorem.
| Miejsce | Państwo           |    |    |    | Razem |
| ------- | ----------------- | -- | -- | -- | ----- |
| 1       | Kuba              | 9  | 3  | 2  | 14    |
| 2       | Brazylia          | 3  | 2  | 8  | 13    |
| 3       | Argentyna         | 1  | 5  | 1  | 7     |
| 4       | Stany Zjednoczone | 1  | 2  | 5  | 8     |
| 5       | Kanada            | 1  | 2  | 1  | 4     |
| 6       | Wenezuela         | 1  | 1  | 4  | 6     |
| 7       | Portoryko         | 0  | 1  | 2  | 3     |
| 8       | Kolumbia          | 0  | 0  | 3  | 3     |
| .       | Dominikana        | 0  | 0  | 3  | 3     |
| 10      | Salwador          | 0  | 0  | 1  | 1     |
| .       | Haiti             | 0  | 0  | 1  | 1     |
| .       | Meksyk            | 0  | 0  | 1  | 1     |
| Razem   | Razem             | 16 | 16 | 32 | 64    |

## Medaliści

### Mężczyźni
| Konkurencja: | Złoto:           | Srebro:           | Brąz:                                    |
| −56 kg       | Suil Barragán    | Héctor Galloza    | Enrique Paz João Derly                   |
| −60 kg       | Manolo Poulot    | Jorge Lencina     | Bernardo Pérez Fúlvio Miyata             |
| −65 kg       | Israel Hernández | Martín Ríos       | Henrique Guimarães Melvin Méndez         |
| −71 kg       | Jimmy Pedro      | Sebastian Pereira | Diego Mateo Ernst Laraque                |
| −78 kg       | Flávio Canto     | Gastón García     | Todd Brehe Gabriel Arteaga               |
| −86 kg       | Edelmar Zanol    | Brian Olson       | Yosvane Despaigne José Vicbart Geraldino |
| −95 kg       | Aurélio Miguel   | Ángel Sánchez     | Rafael Hueso Luis René López             |
| ponad 95 kg  | Orlando Baccino  | Jorge Fiz Castro  | Felipe Vargas Oswaldo Norat              |

### Kobiety
| Konkurencja: | Złoto:              | Srebro:               | Brąz:                                 |
| −45 kg       | Zaimaris Calderón   | Roselín Huacarán      | Blanca González Evelin Matias         |
| −48 kg       | Amarilis Savón      | Andréa Berti          | Cecilia Martínez Hillary Wolf         |
| −52 kg       | Legna Verdecia      | Carolina Mariani      | Marisa Pedulla Liliana Ibarra         |
| −56 kg       | Driulis González    | Brigitte Lastrade     | Ángela Valles Danielle Zangrando      |
| −61 kg       | Michelle Buckingham | Kenia Rodríguez       | Niurka Perdomo María Luján Pacciarini |
| −66 kg       | Sibelis Veranes     | Marie-Hélène Chisholm | Vânia Ishii Manianela Astudillo       |
| −72 kg       | Diadenis Luna       | Lorena Briceño        | Edinanci da Silva Francis Gómez       |
| ponad 72 kg  | Daima Beltrán       | Colleen Rosensteel    | Edilene Andrade Jacynthe Maloney      |